# Macroparalepis
Macroparalepis — рід авлопоподібних риб родини Paralepididae.

## Класифікація
Рід містить 6 видів:
- Macroparalepis affinis Ege, 1933
- Macroparalepis brevis Ege, 1933
- Macroparalepis danae Ege, 1933
- Macroparalepis johnfitchi (Rofen, 1960)
- Macroparalepis macrogeneion Post, 1973
- Macroparalepis nigra (Maul, 1965)